# Love in Outer Space: Live in Utrecht
Love in Outer Space: Live in Utrecht ist ein Jazzalbum von Sun Ra and His Arkestra. Die am 11. Dezember 1983 in Utrecht entstandenen Aufnahmen erschienen 1988 als LP und als (um zwei Stücke erweiterte) CD auf Leo Records.

## Hintergrund
Der Mitschnitt Love in Outer Space: Live in Utrecht gehört in die Reihe von Livealben, die von den Auftritten des Sun Ra Arkestra in den frühen 1980er-Jahren entstanden sind wie Sunrise in Different Dimensions, Live in Rome, Voice of the Eternal Tomorrow, Dance of Innocent Passion, Beyond the Purple Star Zone, Ra to the Rescue und Sun Ra on Earth, entstanden im „Quartier Latin“ in West-Berlin 1982. Ab 27. Oktober 1983 begab sich Sun Ra mit einem (zunächst verkleinerten) Arkestra auf eine weitere Europatournee, mit Auftritten in Mailand, Zürich (Jazz Festival Zürich), West-Berlin (Berliner Jazztage), Paris (gleichnamiges Album der Sun Ra All Stars, mit den Gastmusikern Lester Bowie, Don Cherry und Archie Shepp) und in Montreux (Stars That Shine Darkly Volumes 1 and 2), bevor das Arkestra fünf Wochen später in Utrecht gastierte.
Abweichend von dem in der Sun Ra Discography (siehe Kasten) genannten Personal führt der Diskograf Tom Lord die folgende Besetzung des Sun Ra Arkestra bei diesem Auftritt auf: Ronnie Brown (tp,flhrn,perc), Haji Ahkba (tp), Tyrone Hill (trb), Marshall Allen (as,fl), John Gilmore (ts,cl,vcl), Eloe Omoe (as,b-cl,contra-alto-cl), James Jacson (bassoon,fl,infinity-dr), Danny Ray Thompson (bassoon,fl), Sun Ra (p,org,synt,vcl), Wilbur Little (kb), Clifford Jarvis, Marvin „Bugalu“ Smith (dr), Atakatune (cga), N.N. (cga), June Tyson (vcl), Myriam Broche, Greg Pratt (dance).

## Titelliste
- Sun Ra: Love in Outer Space: Live in Utrecht (Leo LR-154)[5]

1. Along Came Ra 1:13 (Bonustrack)
2. D.27 (Discipline 27) 6:00
3. Blues Ra 4:53
4. Big John’s Special (Horace Henderson) (Bonustrack)
5. Fate in a Pleasant Mood 10:50
6. ’Round Midnight (Hanighen-Monk-Williams) 8:40
7. Love in Outer Space/Space Is the Place 19:50

Wenn nicht anders vermerkt, stammen die Kompositionen von Sun Ra.

## Rezeption
Sean Westergaard verlieh dem Album in Allmusic drei Sterne und schrieb, dies sei ein weiteres gutes Live-Album, das sich sowohl durch das ziemlich geradlinige Programm als auch durch die Tatsache auszeichne, dass Sun Ra im Gegensatz zu seinen Synthesizern hier häufig Piano spiele. Tatsächlich seien bis zum abschließenden „Love in Outer Space/Space Is the Place“-Medley keine Synthesizer zu hören. „Blues Ra“ sei ein ganz besonderer Leckerbissen; fast fünf Minuten lang spiele Ra einen geradlinigen 12-taktigen Blues auf dem Klavier, begleitet nur von einem Schlagzeuger und einem Bassisten. Die Klangqualität sei ziemlich gut, und die Band in ihrer gewohnt guten Form.
Nach Ansicht von Richard Cook und Brian Morton, die das Album in The Penguin Guide to Jazz mit drei Sternen auszeichneten,
ist das Arkestra in den 1980er-Jahren durchaus in der Lage gewesen, bei ihren Auftritten einen erstaunlichen Eindruck zu vermitteln. Auf diesem Album gebe es kraftvolle Momente, und das abschließende „Space Is the Place“ klinge positiv und anspruchsvoll; zudem gebe es ausgefallene Versionen von „Big John‘s Special“ und „’Round Midnight“.